# Коломийцева, Анна Андреевна
Анна Андреевна Коломи́йцева (1898, Нижний Новгород, Российская империя — 1976, Москва, СССР) — советская актриса театра и кино. Лауреат Сталинской премии второй степени (1951), народная артистка РСФСР (1969).

## Биография
Анна Коломийцева (настоящая фамилия — Пузанова, Коломийцева — сценический псевдоним, взятый в 1922 году) родилась 29 октября (10 ноября) 1898 года в г. Канавино (сейчас это район, входящий в состав Нижнего Новгорода).
- Мать — Пузанова Александра Ивановна (1868—1942)
- Отец — Пузанов Андрей Кондратьевич (1867—1928)
- Брат — Пузанов Валентин Андреевич (1896—1930).

С 1919 по 1921 годы училась в школе при Нижегородском драматическом театре. Была актрисой Военного театра Пролеткульта, затем — Московского рабочего передвижного театра.
С 1925 по 1930 и с 1932 по 1974 годы — актриса МХАТа. На сцене МХАТа ей было сыграно 50 ролей. Первая роль — Клеменси в «Битве жизни» (1924). Первая исполнительница ролей: миссис Клоппинс («Пиквикский клуб»), Глаша («Гроза»), Аннушка («Анна Каренина»), Акулина Ивановна («Мещане», 1949) и др.
С 1950 года начала сниматься в кино, играя небольшие характерные роли. В кино была в основном партнершей своего мужа Сергея Блинникова: жена Коротеева («Солдат Иван Бровкин» и «Иван Бровкин на целине»), Людмила Ивановна Зубова («Разные судьбы»).
В 1974 году вышла на пенсию.
Скончалась 30 июля 1976 года в Москве на 78-м году жизни. Похоронена на Новодевичьем кладбище рядом с мужем (7 участок, правая сторона, 9 ряд).

## Семья
- муж — Сергей Блинников (1901—1969), актёр; народный артист СССР (1963), лауреат двух Сталинских премий (1949, 1951)
- сын — Кирилл Сергеевич Блинников (1928—1965), кандидат медицинских наук.

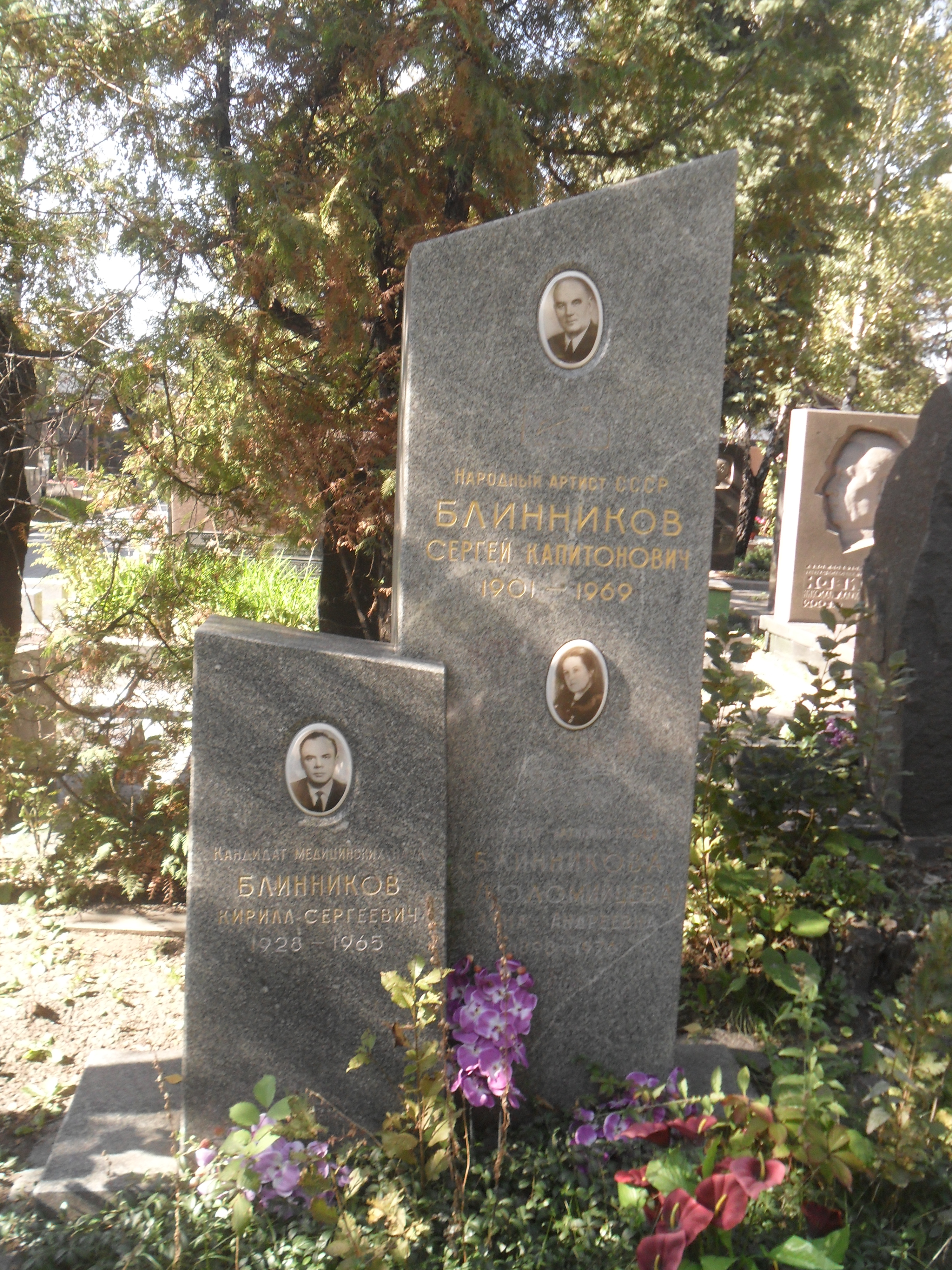
Могила Блинниковых на Новодевичьем кладбище Москвы.

## Награды и премии
- заслуженная артистка РСФСР (1948)
- народная артистка РСФСР (1969)
- Сталинская премия второй степени (1951) — за исполнение роли в спектакле «Вторая любовь» Е. Ю. Мальцева и Н. А. Венкстерн, поставленный на сцене МХАТ СССР имени М. Горького
- орден «Знак Почёта» (1948)
- Медаль «За доблестный труд в Великой Отечественной войне 1941—1945 гг.» (1945)
- Медаль «В память 800-летия Москвы» (1947)

## Творчество
Анна Коломийцева — актриса преимущественно русского репертуара. Особенно удавался ей тип тихой сердобольной старушки — Михевна («Последняя жертва»), Марина («Дядя Ваня»), Анфиса («Три сестры»), Христина Архиповна («Платон Кречет»).
В Художественном Театре коллеги считали Коломийцеву «палочкой-выручалочкой». Она в любой момент могла выручить заболевшую артистку, была незаменимой актрисой в самой неожиданной чрезвычайной ситуации. Её имя с благодарностью от руководства МХАТа часто появлялось на внутритеатральной «Доске объявлений».
В 1942 году Коломийцева и Блинников пожертвовали солидную сумму денег на постройку бомбардировщика для нужд Советской армии.

### Работы в театре
- 1924 — «Битва жизни» Ч. Диккенса — Клеменси
- 1930 — «Воскресение» по Л. Н. Толстому — Федосья, позже — Сторожиха
- 1934 — «Гроза» А. Н. Островского — Глаша
- 1934 — «Пиквикский клуб» Ч. Диккенса — миссис Клоппинс
- 1935 и 1963 — «Платон Кречет» А. Е. Корнейчука — Христина Архиповна
- 1936 — «Любовь Яровая» К. А. Тренёва — Татьяна Хрущ
- 1937 — «Анна Каренина» Л. Н. Толстого — Аннушка
- 1942 и 1956 — «Кремлёвские куранты» Н. Ф. Погодина — Анна, жена Чуднова
- 1943 — «Глубокая разведка» А. А. Крона — Ольга Петровна Андреянова
- 1944 — «Синяя птица» М. Метерлинка — Бабушка
- 1947 — «Дни и ночи» К. М. Симонова — мать Ани Клименко
- 1948 — «Таланты и поклонники» А. Н. Островского — Матрена
- 1949 — «Мещане» М. Горького — Акулина Ивановна
- 1950 — «Последняя жертва» А. Н. Островского — Михевна
- 1950 — «Вторая любовь» Е. Ю. Мальцева и Н. А. Венкстерн — Маланья
- 1954 — «Дядя Ваня» А. Н. Чехова — Марина, старая няня
- 1958 — «Три сестры» А. Н. Чехова — Анфиса
- 1964 — «Я вижу солнце» по одноимённой повести Н. Думбадзе. Инсценировка Н. Думбадзе и Г. Лордкипанидзе (перевод и сценическая редакция Л. Г. Зорина) — '
- 1966 — «Ревизор» Н. В. Гоголя — Унтер-офицерша
- 1967 — «Будни и праздники» А. А. Галича и И. Грековой — тетя Маша
- 1971 — «Дульсинея Тобосская» А. М. Володина — Анна-Мария
- «Мёртвые души» Н. В. Гоголя — Фетинья, Мавра, Коробочка
- «Царь Фёдор Иоаннович» А. К. Толстого — Василиса Волохова
- «Дядюшкин сон» по повести Ф. М. Достоевского — Фелицата Михайловна, Екатерина Петровна и Карпухина

### Фильмография
1. 1950 — Донецкие шахтёры — Маруся, жена Горового (нет в титрах)
2. 1953 — Анна Каренина (фильм-спектакль) — Аннушка, горничная Анны
3. 1955 — Солдат Иван Бровкин — Елизавета Никитична, жена Коротеева
4. 1956 — Разные судьбы — Людмила Ивановна, жена Зубова
5. 1957 — Отряд Трубачёва сражается — Тётушка (нет в титрах)
6. 1958 — Иван Бровкин на целине — Елизавета Никитична, жена Коротеева
7. 1960 — Простая история — мать Ивана Лыкова (нет в титрах)
8. 1961 — Мой младший брат — Зинаида Петровна, жительница московского дома во дворике (нет в титрах)
9. 1962 — Седьмой спутник (фильм-спектакль) — Пелагея, нянька
10. 1963 — Теперь пусть уходит — миссис Хильда Бистон, хозяйка гостиницы
11. 1965 — Учитель словесности — Няня